# El Hefe

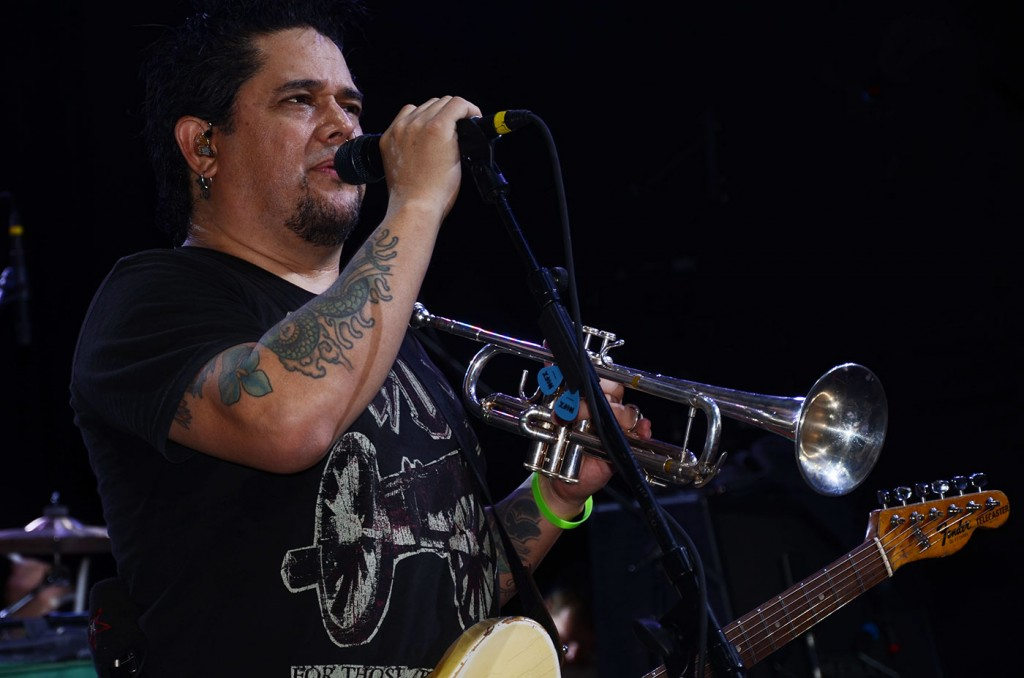
El Hefe (2012)

El Hefe (bürgerlich Aaron Abeyta; * 8. August 1965 in Sacramento) ist seit 1991 Lead-Gitarrist und Backgroundsänger der US-Punk-Band NOFX.

## Leben
Abeytas Künstlername entstand im Zuge seines Vorspiels für NOFX. Sänger Fat Mike zufolge war Abeytas Vorname Aaron auf Englisch phonetisch zu ähnlich zu dem seiner damaligen Freundin (und späteren Frau) Erin, weswegen er als Spitzname "El Hefe" vorschlug. Weder Fat Mike noch Abeyta – der trotz mexikanischer Wurzeln kein Spanisch spricht – war zu diesem Zeitpunkt bewusst, dass das spanische Wort jefe (welches übersetzt Chef, Boss oder Anführer bedeutet) mit dem Buchstaben J beginnt. Die falsche Schreibweise hat sich dennoch etabliert.
Aaron Abeyta war als Jugendlicher bei den Pfadfindern und bekam dort den Dienstgrad Order of the Arrow verliehen. Ab der Highschool, die Abeyta ohne Abschluss verließ, trat er der gemeinnützigen Bürgerinitiative Guardian Angels (Schutzengel) bei, die in den Stadtteilen von Sacramento patrouillierte, wo sich mehrere rivalisierende Straßengangs wie die Crips und die Funk Lords bekämpften, und für Ordnung sorgte. Außerdem bekam Abeyta Unterricht in der japanisch-koreanischen Karateform Renbukai, bis sich seine Eltern das Kampfsport-Training ihres Sohnes finanziell nicht mehr leisten konnten. Auf einem Familientreffen in El Paso bekam Aaron Abeyta mit 16 Jahren auf einem mexikanischen Straßenmarkt eine handgemachte akustische Gitarre geschenkt. Mit einem Nebenjob als Schweißer in einer Schlosserei verdiente sich Abeyta das Geld für eine markenlose Flying-V-Gitarre und einen Yamaha-G5-Verstärker. Anhand der umfangreichen Plattensammlung seiner Mutter, die Alben von Gene Vincent und von Musikstilen wie Calypso, Rock'n'Roll, Klassik und Mariachi-Lieder umfasste, schulte Abeyta daheim im Wohnzimmer vor dem Plattenspieler sein Musikgefühl. Als er seine erste Trompete besaß, übte er das Spielen auf diesem Instrument zu den Schallplatten seiner Mutter. Auf der Highschool musizierte Abeyta in der schuleigenen Blaskapelle und in der schulischen Jazzband. Die ersten Songs, die er auf der E-Gitarre lernte, teilweise nach Gehör, waren Purple Haze von Jimi Hendrix, Dazed and Confused und Iron Man von Black Sabbath. Zusammen mit Freunden gründete er die Funk-Rock-Band Crystal Sphere. Darüber hinaus war Aaron Abeyta großer Fan von Comedy wie Redd Foxx, Cheech und Chong, Richard Pryor sowie The Three Stooges und ahmte deren Sketche gerne als Imitator zur Belustigung seines sozialen Umfelds nach. Obwohl Abeyta keinen Highschool-Abschluss besitzt, bot sich ihm die Möglichkeit, am Sacramento City College zahlreiche Musikkurse zu besuchen, etwa Klavier, Musikgeschichte, Musikverständnis und Musikliteratur, verbunden mit Gesangskursen von Oper bis Barbershop-Quartett, was Aaron Abeyta, der sich als Sänger von Bariton zu Tenor steigerte, wissbegierig in sich aufsog. Am College studierte er eingehend das Werk von Komponisten wie Antonio Vivaldi, Tschaikowski und Johann Sebastian Bach. In der Vergangenheit arbeitete Aaron Abeyta als Statist für Kinofilme und TV-Serien, zum Beispiel für Universal Studios und Warner Bros. Studios, so dass er in Filmen wie City Slickers – Die Großstadt-Helden und Stop! Oder meine Mami schießt! sowie in Fernsehserien wie Beverly Hills 90210 und Labyrinth der Lügen mitwirkte. Wegen seines mexikanischen Aussehens wurde er häufig für Gangster/Ganoven-Nebenrollen eingeteilt.
Um örtliche Radio-Discjockeys mit Bargeld bestechen zu können, damit sie eine Single seiner Band Crystal Sphere spielen würden, bezog Aaron Abeyta von einem Geldfälscher einen Kofferraum voller gebündelter 20-Dollar-Scheine im Wert von mehreren 1000 Dollar. Das Falschgeld verwendeten er und sein Cousin bei Einkäufen und wuschen das Geld auf diese Weise rein. In einem Kiosk kauften sie zum Beispiel ein Rubbellos für einen Dollar und bezahlten mit einem gefälschten 20-Dollar-Schein, wodurch sie 19 Dollar echte Banknoten als Wechselgeld ausgezahlt bekamen. Sie planten einen Besuch im Disneyland und wollten dort das weitere Falschgeld auf ähnliche Weise in Umlauf bringen. Als jedoch Abeytas Cousin unterwegs im People’s Park in Berkeley etwas Marihuana kaufen wollte, wurden die beiden Jungen von zwei Polizeiwagen gefasst. Wegen Drogenkaufs und des Besitzes von Falschgeld mussten Aaron Abeyta und sein Cousin einige Nächte im Gefängnis verbringen. Um ihren Sohn auf Kaution aus dem Gefängnis zu holen, hinterlegten die Eltern von Aaron Abeyta ihr Haus als Sicherheit. Es folgte ein Gerichtsverfahren, jedoch konnte die Richterin die beiden jungen Straftäter wegen eines Beweiskettenfehlers nicht verurteilen, da sie während ihrer Verhaftung von der Polizei nicht über ihre Rechte in Kenntnis gesetzt worden waren und die Polizeibeamten deshalb unrechtmäßig das Auto von Abeyta durchsucht hatten. Danach musste Aaron Abeyta die Anwalts- und Gerichtskosten an seine Eltern zurückzahlen. Dieses schreckliche Erlebnis war ihm eine Lehre, weshalb sich Abeyta schwor, fortan nie wieder gegen das Gesetz zu verstoßen.
Von seiner vormaligen Funk-Rock-Band Crystal Sphere erreichte Sänger und Gitarrist Mark Curry, bei der Plattenfirma Virgin Records einen Vertrag als Solomusiker zu unterschreiben. Danach versuchte er, seine Bandkollegen von Crystal Sphere als Begleitband ebenfalls vertraglich bei Virgin unterzubringen, was jedoch die Geschäftsführung ablehnte. Trotzdem vergaß Mark Curry seine Freunde nicht, sondern versorgte sie mithilfe seines ersten Vorauszahlungsschecks mit Lebensmitteln und Benzin für das Auto. Aaron Abeyta kaufte er eine fabrikneue Fender Stratocaster Modell 1962. Abeyta schaffte es dennoch als einziges Mitglied von Crystal Sphere über ein Vorspiel in die Liveband von Mark Curry, sodass er zu Beginn seiner Zeit bei NOFX für eine Weile beide musikalische Verpflichtungen wahrnahm. Da dies auf lange Sicht zu viel Stress bedeutete, entschied sich Abeyta für NOFX, da sein Engagement in Currys Band bedingt durch einen Major-Label-Vertrag zwar deutlich komfortabler war, er aber bei NOFX nicht bloß angestellter Musiker, sondern absolut gleichwertiges Bandmitglied ist. Der Song Perfect Government, der sich auf dem NOFX-Album Punk in Drublic von 1994 befindet, stammt aus der Feder von Mark Curry und ist ein beliebter Klassiker beim NOFX-Publikum. Curry ist ferner dafür verantwortlich, dass Abeyta und NOFX überhaupt in Kontakt kamen. Während eines Trips nach Los Angeles kam Curry in Kontakt mit den Dog Patch Winos, einer losen Gang an feierwütigen und mehr oder weniger drogenabhängigen Punks, denen auch der NOFX-Schlagzeuger Erik Sandin angehörte. Abeyta zufolge veränderte diese kurze Reise Curry nachhaltig hin zu einem rücksichtsloseren Lebenswandel und als der Rest von Crystal Sphere nach Los Angeles zog, geriet Abeyta sowohl aufgrund seines musikalischen Talents als auch seines eigenwilligen Kleidungsstils in die Aufmerksamkeit von Sandin, welcher dem Rest der Band vorschlug Abeyta als möglichen Nachfolger von Steve Kidwiler an der Gitarre zu testen.
Als Abeyta der Punk-Rock-Gruppe NOFX beitrat, vollzog die Band einen erheblichen musikalischen Wandel. Dies ist vor allem seinem Einsatz an vielen verschiedenen Instrumenten neben der Gitarre, wie zum Beispiel der Trompete, zu verdanken, indem auch Elemente des Ska in den Band-Sound einflossen. Zudem brachte er Gitarrist Eric Melvin und Bassist Fat Mike ein tieferes Verständnis über Gitarren bei, wie man etwa Saiten ordentlich stimmt, und, auf sein am College erlerntes musikalisches Grundwissen zurückgreifend, wie Fat Mike ein besserer Sänger werden konnte. Ursprünglich empfand sich Abeyta gar nicht als Punk und hatte zu dieser Musikrichtung anfangs keinerlei Bezug, stattdessen hatte er auf Gitarre und Trompete stets nach technischer Perfektion gestrebt. Deshalb war sich Aaron Abeyta zu Beginn nicht sicher, ob er überhaupt zur Punk-Rock-Band NOFX menschlich passt. In der NOFX-Autobiographie Die Hepatitis-Badewanne und andere Storys schreibt Aaron "El Hefe" Abeyta in Kapitel 60 über seinen Einstieg bei NOFX: Um Punk zu spielen, musste ich alles verlernen, was ich über Gitarrentechnik wusste. Als Abeyta zu NOFX stieß, erschien kurz danach das Album Nevermind der Grunge-Band Nirvana, das sich überraschenderweise millionenfach verkaufte und im Mainstream ankam. Deshalb wollte Abeyta seine neue Band NOFX dazu animieren, sich an der Professionalität von Nirvana als ambitionierte Musiker zu orientieren, um mit einer ähnlichen Herangehensweise ebenfalls groß rauszukommen, woran seine Bandkollegen aber noch nicht glauben wollten. Ab dem Album White Trash, Two Heebs and a Bean verdiente Abeyta als NOFX-Mitglied knapp 100.000 Dollar im Jahr. Für das 1994 erschienene Album Punk in Drublic erhielt er einen Vorschuss von 240.000 Dollar. In dem Buch Die Hepatitis-Badewanne ... schreibt Aaron Abeyta in Kapitel 80 dazu: Ich hatte den Lebensstandard eines Arztes oder Anwalts, ohne einen Anzug tragen zu müssen. Mit diesem Vermögen war es Abeyta möglich, ein Haus zu bauen, seine Freundin zu heiraten sowie seine Familie und Verwandten finanziell zu versorgen.
Auf dem belgischen Pukkelpop Festival 1995 hatte Aaron Abeyta einen Unfall, als er seitlich von der Hauptbühne heruntersprang, als darauf gerade die Grunge-Band Hole auftrat, um sich den Auftritt von Sängerin Courtney Love und ihrer Band direkt vor der Bühne anschauen zu können. Dabei verfing sich Abeyta mit seinem Ehering an einem Nagel und riss sich dadurch einen Finger seiner Hand auf, mit der er die Gitarre greift. Hätte ihn bei diesem Sturz nicht ein Sicherheitsmitarbeiter geistesgegenwärtig aufgefangen, wäre sein Finger abgerissen worden und seine weitere Karriere als professioneller Gitarrist gefährdet gewesen. Nach dem Unfall brachte ihn ein Krankenwagen, in dem ein Notarzt den blutenden Finger verband, ins Krankenhaus. Aus diesem Grund mussten NOFX ihren Auftritt auf dem Reading Festival, der ein Höhepunkt in der Entwicklungsgeschichte der Punk-Rock-Band hätte werden sollen, am folgenden Tag kurzfristig absagen. Nach einer Weile war der Finger wieder vollständig verheilt.
Wie sein Bandkollege Fat Mike hat auch Hefe ein eigenes Musiklabel, Cyber Track Records, welches sich auf Punk-Rock spezialisiert hat. Außerdem produziert er Hip-Hop-Beats und spielt als Gitarrist in der Band Mark Curry & the Hell's House Band.
„El Hefe“ lebt in der Kleinstadt Eureka, Kalifornien, wo er ab 1996 nebenbei zwei Jahre lang den Musikclub Hefe's Nightclub betrieb, in einem dafür gemieteten Gebäude. In seinem Nachtclub gaben Musikgruppen unterschiedlichster Stile Konzerte, zum Beispiel spielten darin die Suicidal Tendencies, die Hard-Rock-Band Foghat und der Jazz-Trompeter Maynard Ferguson. Außerdem veranstaltete dort Abeyta wöchentlich eine Disco-Veranstaltung namens Gay Dance Night eigens für homosexuelle Besucher, was ihm Anerkennung in der Schwulenszene einbrachte, da sich dort im sonst konservativen Landstrich rund um Eureka fortan die homosexuelle Community treffen konnte. Als der zweijährige Pachtvertrag auslief, hatte Aaron Abeyta einen Verlust von 150.000 Dollar mit seinem Musikclub gemacht, weshalb er den Club schließen musste. Hinzukommend hatten innerhalb dieser zwei Jahre seine Mitarbeiter ihn ständig hinter dem Rücken beklaut. Nach einigen gescheiterten Beziehungen, aus denen eine Tochter namens Kalyn hervorging, ist Abeyta mittlerweile mit seiner Ehefrau Jen verheiratet, die Abeyta im Internet über das soziale Netzwerk Myspace kennengelernt hatte und mit der er einen gemeinsamen Sohn namens Jaden hat. Aaron Abeyta hatte einen älteren Bruder namens Henry, der beruflich als Sergeant bei der Army arbeitete und darum als Soldat am Zweiten Golfkrieg und am Irakkrieg teilnahm, bevor er an Mundkrebs verstarb.